# Dorya pilosa
Dorya pilosa är en stekelart som beskrevs av John S. Noyes och Valentine 1989. Dorya pilosa ingår i släktet Dorya och familjen dvärgsteklar. Inga underarter finns listade i Catalogue of Life.